# KrAZ Hulk

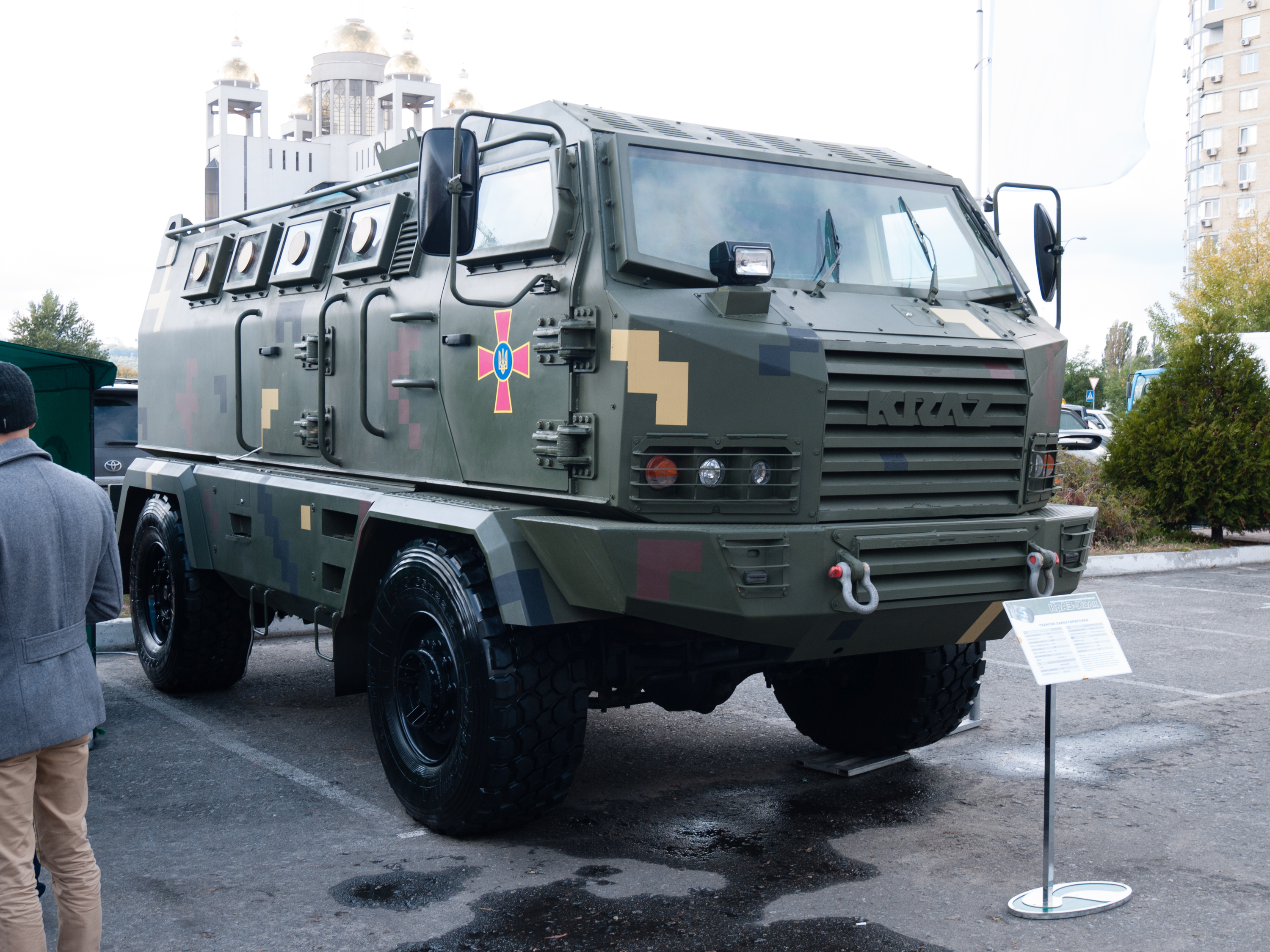
KrAZ Hulk

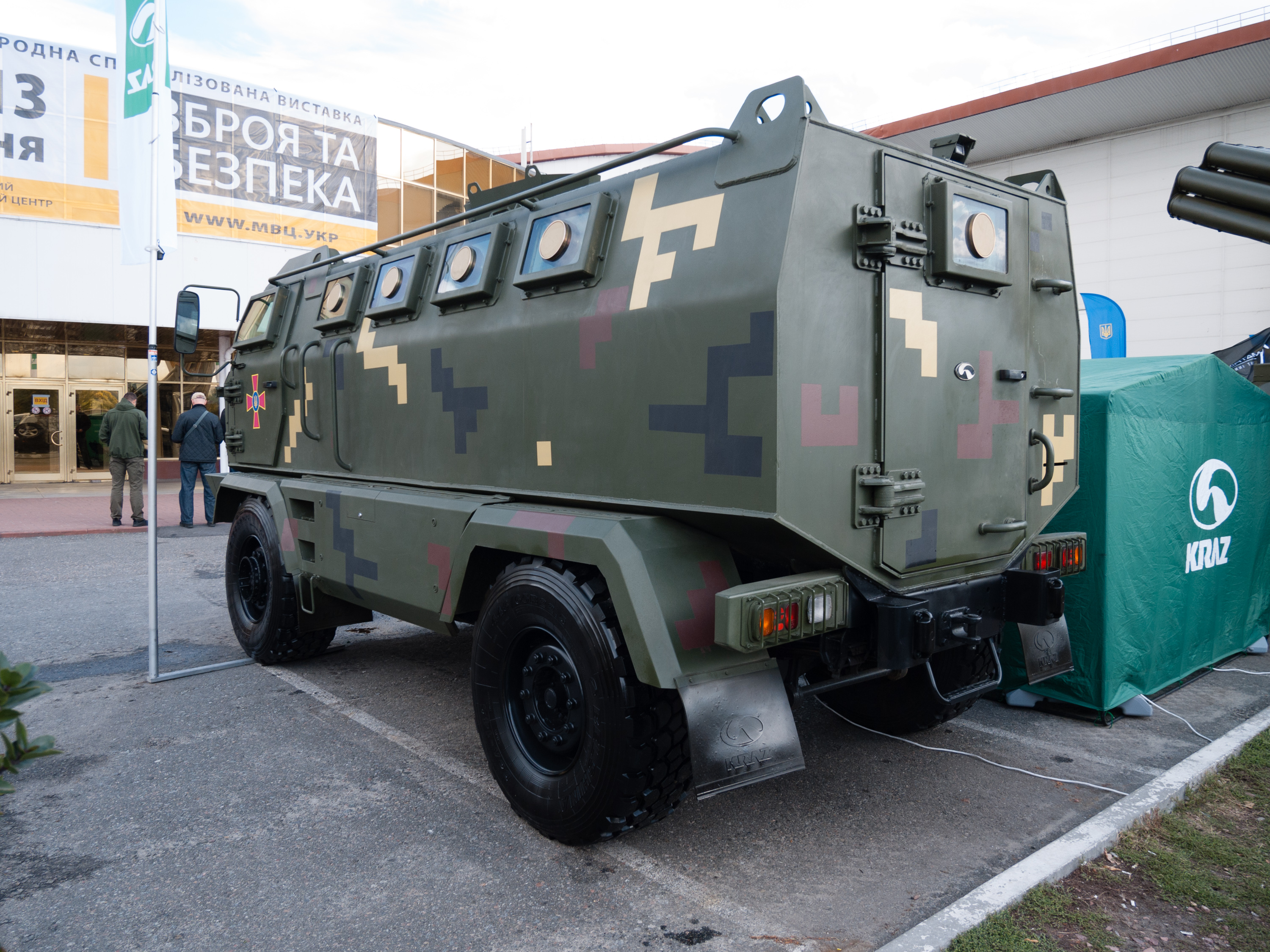
KrAZ Hulk

KrAZ Hulk (укр. КрАЗ Халк) — багатоцільовий бронеавтомобіль з V-подібним днищем на шасі КрАЗ-5233.

## Історія
КрАЗ Халк розроблений ГК «АвтоКрАЗ» і випущений Кременчуцьким автомобільним заводом.
Бронемашина була вперше представлена 23 вересня 2016 року на заводському полігоні Кременчуцького автозаводу, 10 жовтня 2016 року демонстраційний зразок був офіційно представлений на виставці зброї «Зброя та безпека 2016», що проходила в Києві.

## Конструкція
Бронемашина має безкапотне компонування з переднім розташуванням двигуна і відділення управління, в середній і кормовій частині машини розміщено десантне відділення. Екіпаж машини складається з двох чоловік, передбачена можливість перевезення кількох піхотинців. Сидіння десанту складані, що дозволяє використовувати десантне відділення як вантажний відсік.
Корпус бронемашини зварений, виготовлений із сталевих броньових листів. Скло багатошарове куленепробивне.
У верхній частині бортів десантного відділення розташовані амбразури для ведення вогню зі стрілецької зброї (по чотири з кожної сторони). У кормі корпусу розташовані двері для посадки і висадки десанту, в стулці якої є амбразура для ведення стрільби. У даху десантного відсіку є люк.
Машина обладнана двома паливними баками (обсяг кожного бака складає 165 літрів).
Двигун дизельний, трансмісія механічна дев'ятирівнева.
Шини 445/65R22,5 з внутрішніми кулестійкими вставками «Runflat system».

## Військові оператори
- Україна — невідома кількість машин KrAZ Hulk.